# Pellegrino Parmense
Pellegrino Parmense é uma comuna italiana da região da Emília-Romanha, província de Parma, com cerca de 1.286 habitantes. Estende-se por uma área de 82 km², tendo uma densidade populacional de 16 hab/km². Faz fronteira com Bore, Medesano, Salsomaggiore Terme, Varano de' Melegari, Vernasca (PC).
Pertence à rede das Cidades Cittaslow.

## Demografia
| Variação demográfica do município entre 1861 e 2011                               |
|                                                                                   |
| Fonte: Istituto Nazionale di Statistica (ISTAT) - Elaboração gráfica da Wikipedia |